# Arthur Wirström
Paul Arthur Wirström, född den 10 november 1887 i Stockholm, död där den 10 mars 1970, var en svensk ämbetsman.
Wirström avlade juris kandidatexamen vid Stockholms högskola 1913. Han blev amanuens i finansdepartementet 1914, extra aktuarie i kontrollstyrelsen 1915,  tillförordnad andre kanslisekreterare i finansdepartementet 1918, tillförordnad förste kanslisekreterare 1919, kanslisekreterare 1920 och byråchef vid lotsstyrelsens kanslibyrå 1921. Wirström var marinöverkommissarie 1937–1951 och som sådan chef för civilavdelningen i marinförvaltningen 1937–1944, chef för civilbyrån där 1944–1951. Han invaldes som korresponderande ledamot av Örlogsmannasällskapet 1945. Wirström blev riddare av Nordstjärneorden 1925, kommendör av andra klassen av Vasaorden 1936 och av Nordstjärneorden 1943 samt kommendör av första klassen av sistnämnda orden 1949. Han vilar på Galärvarvskyrkogården i Stockholm.